# بركان لايما
يعد بركان لايما واحدًا من أكبر البراكين وأكثرها نشاطًا في تشيلي. تقع على بعد 82 كم شمال شرق تيموكو و663 كم جنوب شرق سانتياغو، داخل حدود منتزه كونغيليو الوطني.